# 공인 (공납)
공인(貢人)은 조선 후기에 관부(官府)에서 지정한 공납 청부업자이다. 

## 개설
대동법 실시 이후 공납(상공만 없어짐, 진상,별공은 존재)이 없어지면서 관부에서 필요로 하는 물품들은 공인을 통하여 조달하게 되었다. 공인의 출현으로 상품생산의 형태도 전환되어 상품 화폐 경제의 발달이 촉진되었다. 그리하여 시전 상인 및 공장(工匠), 지방에서의 공물 상납을 중간에서 알선하던 경주인(京主人) 등이 공인으로 등장하기도 했다. 정부는 각기 지정된 공인에게 공가(貢價)를 대동미로 미리 내주고, 공인은 이로써 소정의 물품을 구매 조달하여 그 차액을 그들의 수익으로 삼게 했던 것이다.
그러나 관부·궁부의 수요 물종과 수량이 소정 이상의 수요를 요구하는 경우도 있었기 때문에, 이들 공인은 처음부터 자기 자본이 필요했던 것이며, 공인 자본의 성장은 이 경우에 더욱 가능성이 많았다. 공인의 자본 축적, 시장의 발달, 산업의 융성은 물론 근대 자본주의 발달을 위한 한 요인이 되었다고 볼 수 있다.

## 참고 자료
- 이 문서에는 다음커뮤니케이션(현 카카오)에서 GFDL 또는 CC-SA 라이선스로 배포한 글로벌 세계대백과사전의 "상업자본의 발달" 항목을 기초로 작성된 글이 포함되어 있습니다.